# Stefania Sandrelli
Pour les articles homonymes, voir Sandrelli.
Stefania Sandrelli est une actrice italienne, née le 5 juin 1946 à Viareggio (province de Lucques, Italie).
Elle a notamment travaillé avec des réalisateurs italiens (Pietro Germi, Bernardo Bertolucci, Ettore Scola, Mario Monicelli, Luciano Salce, Antonio Pietrangeli, Luigi Comencini, Lina Wertmüller, Mauro Bolognini, Roberto Benigni, Gabriele Muccino et Tinto Brass) ou étrangers (Jean-Pierre Mocky, Jean-Pierre Melville, Claude Chabrol, Alain Corneau, Margarethe von Trotta, Manoel de Oliveira ou Bigas Luna).
Lors de la Mostra de Venise 2005, elle reçoit le Lion d'or pour la carrière.

## Biographie

### Jeunesse

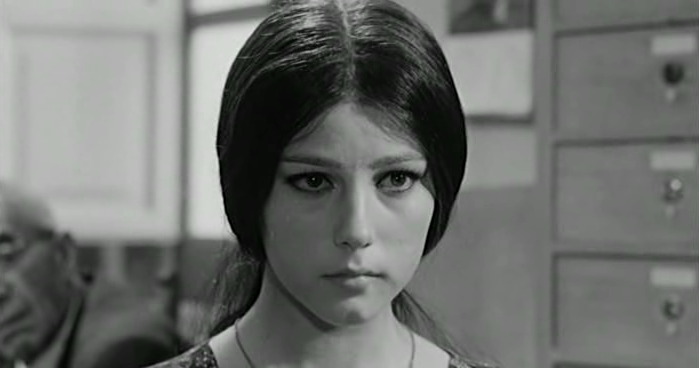
Sandrelli dans Séduite et abandonnée.

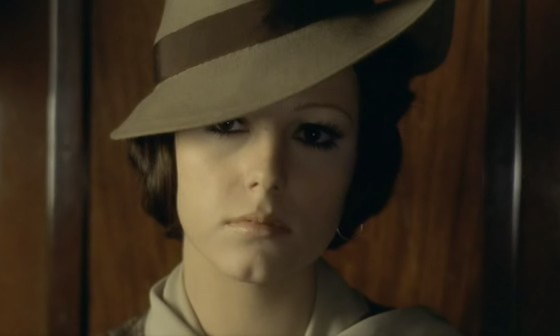
Sandrelli dans Le Conformiste.

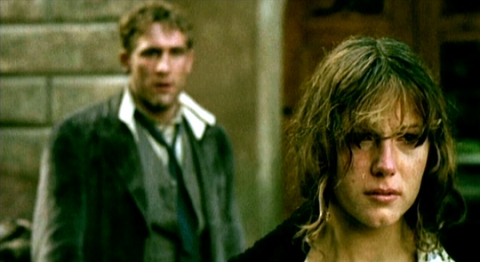
Gérard Depardieu et Sandrelli dans 1900.

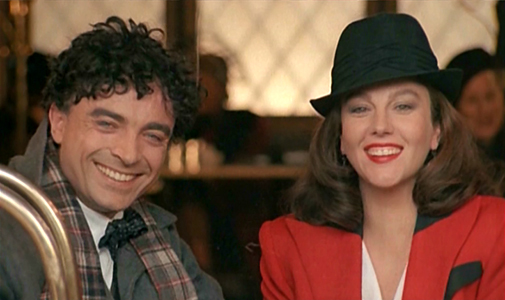
Franco Branciaroli et Sandrelli dans La Clef.

Stefania Sandrelli est née le 5 juin 1946 à Viareggio en Toscane dans une famille de la classe moyenne. Elle est la fille de Florida et Otello Sandrelli (décédé alors qu'elle avait huit ans), propriétaires de chambres d'hôtes à Viareggio. Elle a également un frère, Sergio, de sept ans son aîné, qui entreprendra une carrière de musicien avant de décéder en 2013.
Enfant, Stefania Sandrelli fait de la danse et apprend à jouer de l'accordéon. Elle a 14 ans et demi quand elle gagne le concours de beauté Miss Cinema de sa ville natale, Viareggio, puis fait en novembre 1960 la couverture du journal d'actualités Le Ore, ce qui lui ouvre les portes du cinéma.

### Débuts
Ses débuts dans le cinéma remontent à 1961, aux côtés d'Ugo Tognazzi dans Mission ultra-secrète, du réalisateur Luciano Salce, suivi la même année d'un rôle dans la comédie Divorce à l'italienne (Divorzio all'italiana), avec Marcello Mastroianni. C'est Pietro Germi qui lui donne encore le rôle principal de Séduite et Abandonnée (1964). Elle rencontre Sylva Koscina pendant le tournage du film Le Procès des doges (1963), avec qui elle se lie d'amitié.
À l’âge de 16 ans, elle rencontre Gino Paoli, et leur fille Amanda naît en 1964.
Elle tourne ensuite dans le film d'Antonio Pietrangeli, Je la connaissais bien (1966), et dans La Maîtresse de Gramigna (1969) de Carlo Lizzani avec Gian Maria Volonté.

### Le succès
Dans les années 1970, 1980 et 1990, Stefania Sandrelli travaille sur de nombreux films et est considérée comme l'une des actrices italiennes les plus importantes, avec Sophia Loren, Silvana Mangano et Claudia Cardinale.
Elle est présente dans Le Conformiste (1970) de Bertolucci, Brancaleone s'en va-t-aux croisades (1970), aux côtés de Vittorio Gassman, et dans le dernier film de Germi, Alfredo, Alfredo (1972) avec Dustin Hoffman. Elle joue l'un de ses rôles les plus connus dans Nous nous sommes tant aimés (1974), le chef-d’œuvre d'Ettore Scola.
Elle tourne : en 1976, dans le sketch de La Fiancée de l'évêque signé Luigi Comencini ; dans Police Python 357 d'Alain Corneau ; dans 1900 de Bertolucci ; en 1978, dans le sketch de Dove vai in vacanza ? signé Mauro Bolognini, dans Le Maître-nageur de Jean-Louis Trintignant ; en 1979, dans Le Grand Embouteillage de Comencini ; en 1980, dans La Terrasse de Scola.
À presque 40 ans, elle montre toute sa sensualité dans La Clef (1983) de Tinto Brass ; elle tourne Segreti segreti de Giuseppe Bertolucci (1984), et fait partie de la distribution presque exclusivement féminine de Pourvu que ce soit une fille de Mario Monicelli (1986), aux côtés de Catherine Deneuve, Liv Ullmann et Giuliana De Sio.
Elle travaille à nouveau avec Ettore Scola dans La Famille (1987), puis avec Francesca Archibugi dans Mignon est partie (1988), et avec Franco Brusati dans Il male oscuro (1990).
En 1986, elle préside le 8e Festival des trois continents à Nantes.

### Les années 1990 et 2000
Dans les années 1990, elle participe avec succès à des séries télévisées italiennes, dont Il maresciallo Rocca et Il bello delle donne. Au cinéma, on la voit dans Jambon, Jambon (1992) de Bigas Luna et Beauté volée (1996) de Bertolucci. Elle tourne en 1994 dans le téléfilm de fantasy Desideria et le Prince rebelle, puis se fait remarquer pour ses rôles dans Le Dîner (1998) de Scola, et dans le film Juste un baiser (L'ultimo bacio) (2001) de Gabriele Muccino. Suivent des rôles dans La Vita come viene et Un film parlé de Manoel de Oliveira, tous deux sortis en 2003.
Depuis 2012, elle est présente dans la série de la Rai 1 Una grande famiglia.

## Filmographie

### Années 1960
- 1961 : Mission ultra-secrète (Il federale) de Luciano Salce : Lisa
- 1961 : Jeunesse de nuit (Gioventù di notte) de Mario Sequi : Claudia
- 1961 : Divorce à l'italienne (Divorzio all'italiana) de Pietro Germi : Angela
- 1962 : Les Vierges de Jean-Pierre Mocky : Marie-Claude
- 1962 : L'Homme qui aimait la guerre (The War Lover) de Philip Leacock : la jeune femme dans le club d'officiers (non créditée)
- 1963 : L'Aîné des Ferchaux de Jean-Pierre Melville : Angie
- 1963 : La Belle de Lodi (La bella di lodi) de Mario Missiroli : Roberta
- 1963 : Le Procès des doges (Il fornaretto di Venezia) de Duccio Tessari :  Anella
- 1963 : Les filous font la loi (Gli imbroglioni), segment Medico e fidanzata de Lucio Fulci :  la première cliente de Corti
- 1964 : Séduite et Abandonnée (Sedotta e abbandonata) de Pietro Germi : Agnese Ascalone
- 1964 : La Chance et l'Amour, segment Les Fiancés de la chance d'Éric Schlumberger : Hélène Feuillard
- 1965 : Je la connaissais bien (Io la conoscevo bene) d'Antonio Pietrangeli : Adriana Astarelli
- 1966 : Tendre Voyou de Jean Becker : Véronique
- 1967 : Beaucoup trop pour un seul homme (L'immorale) de Pietro Germi : Marisa Malagugini
- 1968 : Partner de Bernardo Bertolucci : Clara
- 1969 : La Maîtresse de Gramigna (L'amante di Gramigna) de Carlo Lizzani : Gemma

### Années 1970
- 1970 : Le Conformiste (Il conformista) de Bernardo Bertolucci : Giulia
- 1970 : Brancaleone s'en va-t-aux croisades (Brancaleone alle crociate) de Mario Monicelli : Tiburzia da Pellocce
- 1970 : Un'estate con sentimento de Roberto B. Scarsella : Sue Morley
- 1971 : La Tarentule au ventre noir (La tarantola dal ventre nero) de Paolo Cavara : Anna Tellini
- 1972 : Le Diable dans la tête (Il diavolo nel cervello) de Sergio Sollima : Sandra Garces
- 1972 : Alfredo, Alfredo de Pietro Germi : Maria Rosa Cavaroni in Sbisa
- 1974 : Un vrai crime d'amour (Delitto d'amore) de Luigi Comencini : Carmela Santoro
- 1974 : Nous nous sommes tant aimés (C'eravamo tanto amati) d'Ettore Scola : Luciana Zanon
- 1976 : Police Python 357 d'Alain Corneau : Sylvia Leopardi
- 1976 : Le Voyage de noces de Nadine Trintignant : Sarah
- 1976 : Les Magiciens de Claude Chabrol : Sylvia
- 1976 : 1900 (Novecento) de Bernardo Bertolucci : Anita Foschi
- 1976 : La Fiancée de l'évêque (Quelle strane occasioni), segment L'Ascensore de Luigi Comencini : Donatella
- 1978 : Où es-tu allé en vacances ? (Dove vai in vacanza?), segment Saro tutta per te de Mauro Bolognini : Giuliana
- 1978 : Io sono mia (it) de Sofia Scandurra (it) : Vanina Magro
- 1979 : Le Maître-nageur de Jean-Louis Trintignant : Marie Mariani Potier
- 1979 : Le Grand Embouteillage (L'ingorgo : Una storia impossibile) de Luigi Comencini : Teresa
- 1979 : L'Affaire Savolta (La verdad sobre el caso Savolta) d'Antonio Drove : Teresa

### Années 1980
- 1980 : La Terrasse (La terrazza) d'Ettore Scola : Giovanna
- 1980 : Desideria (it) (Desideria, la vita interiore) de Gianni Barcelloni Corte (it) : Viola
- 1981 : La Désobéissance (La disubbidienza) d'Aldo Lado : Angela
- 1982 : Bello mio, bellezza mia de Sergio Corbucci : Clarabella
- 1982 : Eccezzziunale... veramente (it) de Carlo Vanzina : Loredana
- 1983 : La Clef (La chiave) de Tinto Brass : Teresa Rolfe
- 1983 : Vacanze di Natale de Carlo Vanzina : Ivana
- 1984 : Una donna allo specchio (it) de Paolo Quaregna : Manuela
- 1984 : Mi faccia causa de Steno : Rosanna Bianchini
- 1984 : Magic Moments (it) de Luciano Odorisio : Francesca
- 1985 : Plaisirs de femmes (it) (L'attenzione) de Giovanni Soldati (it) :  Livia
- 1985 : Segreti segreti de Giuseppe Bertolucci : Renata
- 1985 : Mamma Ebe de Carlo Lizzani : Sandra Agostini
- 1986 : Pourvu que ce soit une fille (Speriamo che sia femmina) de Mario Monicelli : Lolli
- 1986 : La sposa americana (it) de Giovanni Soldati (it) : Anna
- 1987 : Noyade interdite de Pierre Granier-Deferre : Winny
- 1987 : La Famille (La Famiglia) d'Ettore Scola : Beatrice
- 1987 : D'Annunzio de Sergio Nasca : Elvira Fraternali Leoni
- 1987 : La sposa era bellissima (it) de Pál Gábor : Carmela
- 1987 : Les Lunettes d'or (Gli occhiali d'oro) de Giuliano Montaldo : Mme Lavezzoli : madame Lavezzoli
- 1987 : Selon Ponce Pilate (Secondo Ponzio Pilato) de Luigi Magni : Claudia Procula
- 1988 : Le Petit Diable (Il piccolo diavolo) de Roberto Benigni : Patrizia
- 1988 : Mignon est partie (Mignon è partita) de Francesca Archibugi : Mama
- 1989 : Stradivari de Giacomo Battiato : Antonia Maria
- 1989 : Lo zio indegno de Franco Brusati : Isabella
- 1989 : La moglie ingenua e il marito malato (téléfilm) de Mario Monicelli : Jolanda Kador

### Années 1990
- 1990 : Il male oscuro de Mario Monicelli : Sylvaine
- 1990 : Evelina e i suoi figli (it) de Livia Giampalmo (it) : Evelina
- 1990 : Tracce di vita amorosa (it) de Peter Del Monte : la femme dans le magasin
- 1990 : L'africana de Margarethe von Trotta : Anna
- 1992 : Non chiamarmi Omar (it) de Sergio Staino : Monica
- 1992 : Nottataccia de Duccio Camerini (it) : Susanna
- 1993 : Jambon, Jambon (Jamón, jamón) de Bigas Luna : Carmen
- 1993 : L'Œil écarlate de Dominique Roulet : Emeline
- 1993 : Per amore, solo per amore de Giovanni Veronesi : Dorotea
- 1994 : D'amour et d'ombres (Of Love of Shadows) de Betty Kaplan : Beatriz
- 1994 : Les Yeux fermés (Con gli occhi chiusi) de Francesca Archibugi : Anna
- 1995 : Palerme-Milan aller simple (Palermo Milano - Solo andata) de Claudio Fragasso : Franca Leofonte
- 1995 : Mister Dog de Gianpaolo Tescari
- 1995 : Compromesso d'amore (it) (Tatiana, la muñeca rusa) de Santiago San Miguel : Marta
- 1996 : Beauté volée (Stealing Beauty) de Bernardo Bertolucci : Noemi
- 1996 : Ninfa plebea de Lina Wertmüller : la nonne
- 1998 : Le faremo tanto male (it) de Pino Quartullo : Federica Birki
- 1998 : Le Dîner (La cena) d'Ettore Scola : Isabella
- 1998 : Matrimoni de Cristina Comencini : Vera
- 1999 : Volavérunt de Bigas Luna : la reine Maria Luisa de Parme

### Années 2000
- 2000 : La Face cachée de la lune (L'altra faccia della luna) de Lluís Josep Comerón : Julia
- 2001 : En attendant le Messie (Esperando al Mesías) de Daniel Burman : Elsa
- 2001 : Juste un baiser (L'ultimo bacio) de Gabriele Muccino : Anna
- 2001 : L'Amour probablement (L'amore probabilmente) de Giuseppe Bertolucci : elle-même
- 2002 : Figli/Hijos (it) de Marco Bechis : Victoria Ramos
- 2003 : Un film parlé (Um filme falado) de Manoel de Oliveira : Francesca
- 2003 : La vita come viene (it) de Stefano Incerti : Meri
- 2003 : Gente di Roma d'Ettore Scola : elle-même
- 2004 : Je lis dans tes yeux (Te lo leggo negli occhi) de Valia Santella : Margherita
- 2008 : Un giorno perfetto de Ferzan Özpetek : Adriana
- 2009 : Question de cœur (Questione di cuore) de Francesca Archibugi : l'amie d'Alberto
- 2009 : Ce n'è per tutti de Luciano Melchionna (it) : la grand-mère
- 2009 : Meno male che ci sei (it) de Luis Prieto : la nonne joyeuse

### Années 2010
- 2010 : La prima cosa bella de Paolo Virzì : Anna Nigiotti en 2009
- 2010 : Christine Cristina (it) de Stefania Sandrelli :
- 2010 : La donna della mia vita de Luca Lucini : Alba Forti
- 2010 : La passione de Carlo Mazzacurati : la mairesse
- 2011 : Tutta colpa della musica de Ricky Tognazzi : Elisa
- 2011 : Une journée de plus (Il giorno in più) de Massimo Venier : la mère de Giacomo
- 2013 : Il pesce pettine de Maria Pia Cerulo : Giulia
- 2016 : Falchi (it) de Toni D'Angelo : Arianna
- 2017 : Il crimine non va in pensione (it) de Fabio Fulco (it) : Maria
- 2017 : Questione di karma (it) d'Edoardo Falcone : Caterina
- 2018 : Une famille italienne (A casa tutti bene) de Gabriele Muccino : Alba
- 2019 : Brave ragazze (it) de Michela Andreozzi (it) : Lucia

### Années 2020
- 2021 : Lei mi parla ancora de Pupi Avati : Caterina Cavallini
- 2021 : La tristezza ha il sonno leggero (it) de Marco Mario de Notaris (it) : Renata
- 2021 : Dove sto domani de Teo Mammucari (it)[3]
- 2022 : Acqua e anice de Corrado Ceron : Olimpia
- 2022 : Seconde Jeunesse (Astolfo) de Gianni di Gregorio : Stefania
- 2022 : Uomo di fumo de Giovanni Soldati : Rossella
- 2024 : Parthenope de Paolo Sorrentino
- 2024 : Marcello mio de Christophe Honoré : son propre rôle

## Distinctions
Le 10 septembre 2005, elle reçoit le Lion d'or pour la carrière au 62e Festival de Venise.
Elle remporte trois David di Donatello : celui de la meilleure actrice en 1989 pour son rôle dans Mignon è partita et celui du meilleur second rôle féminin en 2001 et en 2002 pour ses rôles dans L'ultimo bacio et Figli.
Elle obtient par ailleurs la Coquille d'argent de la meilleure actrice au Festival international du film de Saint-Sébastien en 1969 pour son interprétation dans L'amante di Gramigna.

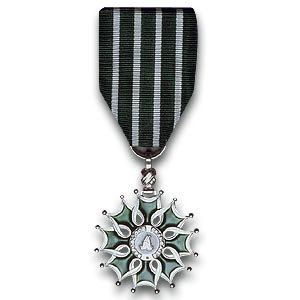
Médaille de chevalier de l'ordre des Arts et des Lettres

Le 4 juillet 2012, elle est faite chevalière de l'ordre des Arts et des Lettres à Rome.